# Frank Plambeck
Frank Plambeck (* 23. Juli 1960 in Hamburg) ist ein ehemaliger deutscher Radrennfahrer und nationaler Meister im Radsport.

## Sportliche Laufbahn
Plambeck begann mit dem Radsport beim Verein RV Elbe Harburg. Ein erster großer Erfolg für ihn war der Gewinn der Deutschen Meisterschaft der Junioren 1978. 1983 gewann er das Rennen Rund in Berlin und den Großen Preis von Herpersdorf. Deutscher Vize-Meister im Straßenrennen konnte er 1985 werden, auch die Bronzemedaille im Mannschaftszeitfahren gewann er in jenem Jahr bei den Meisterschaften. Den nationalen Titel im Mannschaftszeitfahren sicherte er sich dann (inzwischen für den BRC Opel Schüler Derby Berlin startend mit Jörg Müller, Joachim Hillenbrand und Peter Becker) 1987. Mehrfach stand er bei der Berliner Etappenfahrt auf dem Podium. 1988 gewann er nochmals Rund in Berlin.

## Berufliches
Nach dem Ende seiner Karriere blieb er dem Radsport als Trainer der RG Harburg verbunden. Von 1995 bis 2005 war er als Landestrainer in Hamburg tätig.

## Familiäres
Plambeck ist mit der ehemaligen Radsportlerin Susanne Haupt verheiratet. Seine beiden Kinder betreiben ebenfalls Radsport.